# رضا عاصم نخجوانی
رضا عاصم نخجوانی مدیر اجرایی ایرانی است، که اکنون به‌عنوان مدیر عامل گروه بهمن و از اعضای هیئت مدیره شرکت سرمایه‌گذاری صندوق بازنشستگی کشوری فعالیت می‌کند.
نخجوانی مدیرعاملی شرکت‌های ایران خودرو دیزل، شرکت سرمایه‌گذاری صندوق بازنشستگی کشوری، گروه صنعتی قطعات اتومبیل ایران و شرکت سرمایه‌گذاری پارسیان، همچنین قائم‌مقام مدیرعامل پتروشیمی جم را در کارنامه شغلی خود دارد. وی هم‌اکنون عضو هیئت مدیره شرکت‌های پتروشیمی جم و سازه‌گستر سایپا نیز می‌باشد.